# Ionuț Popa (fotbalist)
Ionuț Popa (n. 17 aprilie 1953, Săvârșin, Arad, România – d. 25 iunie 2020, Arad, România) a fost un fotbalist român, devenit ulterior antrenor de fotbal. În cariera de fotbalist a jucat la echipa Victoria Ineu din Liga a III-a.
A fost antrenorul echipei FC UTA Arad.
Cea mai mare parte a carierei și-a petrecut-o la UTA Arad, Politehnica Iași și Poli Timișoara.